# Ligue des nations de la CONCACAF
Pour les articles homonymes, voir Ligue des nations.
La Ligue des nations de la CONCACAF est une compétition masculine de football entre nations d'Amérique du Nord, d'Amérique Centrale et des Caraïbes. Sa première édition a lieu en 2019-2020 après un tournoi de classement en 2018-2019.

## Origines
Le tournoi est annoncé en novembre 2017. Il aura lieu pendant les dates internationales de la FIFA, dans le but de remplacer les matchs amicaux.
Le président de la CONCACAF, Victor Montagliani, a déclaré que le but de la compétition était d'avoir un calendrier régulier des matches internationaux pour toutes les équipes nationales de la confédération, notant que certaines équipes jouent moins de 10 matchs sur une période de quatre ans. Des matchs plus compétitifs pour aider au développement du sport dans ces pays, comme en témoigne l'équipe de Saint-Martin qui n'a disputé que deux matchs entre 2014 et 2016, contrairement à d'autres équipes comme le Belize qui ont joué 14 matchs dans la même période.

## Format

### 2019-2023
Le tournoi est divisé en trois ligues différentes, en fonction de leur niveau sportif, avec un champion qui sera connu dans chaque édition. Pour affecter les associations membres à leurs ligues respectives, la Ligue des nations de la CONCACAF a débuté par une série préliminaire de matches à quatre dates, à partir de septembre 2018. Le tournoi a défini également quelles équipes se qualifient pour la Gold Cup 2019. En même temps, il informera le processus de classement pour les qualifications de la Coupe du monde et fera la promotion et la descente entre les ligues.[pas clair] Le format et le calendrier complet de la compétition sont annoncés au début de 2018.
- Les 41 associations membres de la CONCACAF participent à la compétition ;
- Les équipes sont réparties en quatre ligues, A-B-C, en fonction de leurs performances lors des précédentes éditions. La répartition est la suivante :
  - Douze équipes en Ligue A ;
  - Seize équipes en Ligue B ;
  - Treize équipes en Ligue C ;
- La Ligue A est divisée en quatre groupes de trois équipes. La Ligue B est divisée en quatre groupes de quatre équipes. La Ligue C est divisée en un groupe de quatre et trois groupes de trois équipes.
- Les quatre vainqueurs de groupes de la Ligue A sont qualifiés pour la phase finale de la Ligue des nations, avec deux demi-finales, un match pour la troisième place et une finale. Un pays hôte sera désigné par la CONCACAF parmi les équipes finalistes ;
- Les équipes sont également soumises à un système de promotion et de relégation à une division supérieure ou inférieure. Dans la ligue A, les quatre dernières équipes de chaque groupe sont reléguées. Dans la ligue B, les quatre gagnants de chaque groupe sont promus, tandis que les dernières équipes de chaque groupe sont reléguées. Dans la ligue C, les quatre gagnants de chaque groupe sont promus.

### À partir de 2023
Le 28 février 2023, la CONCACAF annonce un changement de format pour cette saison. En conséquence, aucune équipe n'est reléguée lors de la saison 2022-2023.
Le format de la Ligue A passe de douze à seize équipes et comporte désormais des quarts de finale. Les douze équipes les moins bien classées de la Ligue A au classement CONCACAF entrent dans la phase de groupes, en utilisant désormais un format de tournoi du système suisse. Les équipes sont divisées en deux groupes de six équipes, chaque équipe jouant quatre matches contre des adversaires du groupe (deux à domicile et deux à l'extérieur). Les quatre meilleures équipes se qualifient pour les quarts de finale et sont rejointes par les quatre équipes les mieux classées dans le classement CONCACAF}. Les équipes sortant de la phase de groupes sont tirées au sort contre les équipes les mieux classées, sur un match aller-retour. Les quatre vainqueurs des quarts de finale se qualifient pour la phase finale, qui conserve son format précédent d'une demi-finale, d'un match pour la troisième place et d'une finale pour déterminer la sélection championne.
La Ligue B reste inchangée, avec seize équipes réparties en quatre groupes de quatre. Chaque équipe joue six rencontres dans un double tournoi à la ronde aller-retour (trois à domicile et trois à l'extérieur). À la suite du changement de format, la Ligue C passe de treize à neuf équipes et de quatre à trois groupes. Les équipes sont divisées en trois groupes de trois équipes, chaque équipe disputant quatre matchs (deux à domicile et deux à l'extérieur).
La promotion et la relégation sont de retour : les équipes classées cinquième et sixième de la Ligue A et les équipes classées quatrième de la Ligue B étant reléguées pour la saison prochaine. Les vainqueurs de groupe des Ligues B et C sont promus, ainsi que la meilleure équipe deuxième de la Ligue C.

## Palmarès
| Édition                  | Hôte phase finale    | Finale     | Finale   | Finale    | Match pour la troisième place | Match pour la troisième place | Match pour la troisième place |
| Édition                  | Hôte phase finale    | Champion   | Score    | Finaliste | Troisième                     | Score                         | Quatrième                     |
| ------------------------ | -------------------- | ---------- | -------- | --------- | ----------------------------- | ----------------------------- | ----------------------------- |
| 2019-2020 (Phase finale) | États-Unis Denver    | États-Unis | 3 - 2 ap | Mexique   | Honduras                      | 2 - 2 (5 − 4) tab             | Costa Rica                    |
| 2022-2023 (Phase finale) | États-Unis Paradise  | États-Unis | 2 - 0    | Canada    | Mexique                       | 1 - 0                         | Panama                        |
| 2023-2024 (Phase finale) | États-Unis Arlington | États-Unis | 2 - 0    | Mexique   | Jamaïque                      | 1 - 0                         | Panama                        |
| 2024-2025 (Phase finale) | États-Unis Inglewood | Mexique    | 2 - 1    | Panama    | Canada                        | 2 - 1                         | États-Unis                    |
| 2026-2027 (Phase finale) | États-Unis Inglewood |            | -        |           |                               | -                             |                               |

### Bilan par nation
Le tableau suivant présente le bilan par nation ayant atteint au moins une fois le dernier carré.
| Rang | Équipe     | Vainqueur | Finaliste | Troisième | Quatrième | Édition(s) gagnée(s) | Participation(s) à la phase finale |
| ---- | ---------- | --------- | --------- | --------- | --------- | -------------------- | ---------------------------------- |
| 1    | États-Unis | 3         | —         | —         | 1         | 2020, 2023, 2024     | 4                                  |
| 2    | Mexique    | 1         | 2         | 1         | —         | 2025                 | 4                                  |
| 3    | Canada     | —         | 1         | 1         | —         | —                    | 2                                  |
| 4    | Panama     | —         | 1         | —         | 2         | —                    | 3                                  |
| 5    | Honduras   | —         | —         | 1         | —         | —                    | 1                                  |
| —    | Jamaïque   | —         | —         | 1         | —         | —                    | 1                                  |
| 7    | Costa Rica | —         | —         | —         | 1         | —                    | 1                                  |

## Performances des équipes par saison
Légende
- : Vainqueur
- : Finaliste
- : Troisième
- 4e : Quatrième
- : Promotion
- : Maintien
- : Relégation

- Quarts de finaliste

- Le bord rouge indique que le pays est hôte de la phase finale

| Équipe                          | Saisons par ligue | Saisons par ligue | Saisons par ligue | 2019-2020 | 2019-2020                            | 2022-2023 | 2022-2023                            | 2023-2024 | 2023-2024                            | 2024-2025 | 2024-2025                            | 2026-2027 | 2026-2027 |
| Équipe                          | A                 | B                 | C                 | L         | P/R                                  | L         | Pr.                                  | L         | P/R                                  | L         | P/R                                  | L         | P/R       |
| ------------------------------- | ----------------- | ----------------- | ----------------- | --------- | ------------------------------------ | --------- | ------------------------------------ | --------- | ------------------------------------ | --------- | ------------------------------------ | --------- | --------- |
| Anguilla                        | —                 | —                 | 5                 | C         | en stagnation                        | C         | en stagnation                        | C         | en stagnation                        | C         | en stagnation                        | C         |           |
| Antigua-et-Barbuda              | —                 | 4                 | 1                 | B         | en stagnation                        | B         | en stagnation                        | B         | en stagnation                        | B         | en diminution                        | C         |           |
| Aruba                           | —                 | 2                 | 3                 | B         | en diminution                        | C         | en stagnation                        | C         | en augmentation                      | B         | en diminution                        | C         |           |
| Bahamas                         | —                 | 2                 | 3                 | C         | en augmentation                      | B         | en stagnation                        | B         | en diminution                        | C         | en stagnation                        | C         |           |
| Barbade                         | —                 | 3                 | 2                 | C         | en augmentation                      | B         | en stagnation                        | B         | en diminution                        | C         | en augmentation                      | B         |           |
| Belize                          | —                 | 4                 | 1                 | B         | en stagnation                        | B         | en stagnation                        | B         | en diminution                        | C         | en stagnation                        | B         |           |
| Bermudes                        | 1                 | 4                 | —                 | A         | en diminution                        | B         | en stagnation                        | B         | en stagnation                        | B         | en stagnation                        | B         |           |
| Bonaire                         | —                 | 2                 | 3                 | C         | en stagnation                        | C         | en stagnation                        | C         | en augmentation                      | B         | en stagnation                        | B         |           |
| Îles Caïmans                    | —                 | 1                 | 4                 | C         | en stagnation                        | C         | en stagnation                        | C         | en stagnation                        | C         | en augmentation                      | B         |           |
| Canada                          | 5                 | —                 | —                 | A         | en stagnation                        | A         | Médaille d'argent, Amérique du Nord  | A         | en stagnation                        | A         | Médaille de bronze, Amérique du Nord | A         |           |
| Costa Rica                      | 5                 | —                 | —                 | A         | 4e                                   | A         | en stagnation                        | A         | en stagnation                        | A         | en stagnation                        | A         |           |
| Cuba                            | 3                 | 2                 | —                 | A         | en diminution                        | B         | en augmentation                      | A         | en stagnation                        | A         | en diminution                        | B         |           |
| Curaçao                         | 4                 | 1                 | —                 | A         | en stagnation                        | A         | en stagnation                        | A         | en diminution                        | B         | en augmentation                      | A         |           |
| Dominique                       | —                 | 3                 | 2                 | B         | en diminution                        | C         | en stagnation                        | C         | en augmentation                      | B         | en stagnation                        | B         |           |
| États-Unis                      | 5                 | —                 | —                 | A         | Médaille d'or, Amérique du Nord      | A         | Médaille d'or, Amérique du Nord      | A         | Médaille d'or, Amérique du Nord      | A         | 4e                                   | A         |           |
| Grenade                         | 2                 | 3                 | —                 | B         | en augmentation                      | A         | en stagnation                        | A         | en diminution                        | B         | en stagnation                        | B         |           |
| Guadeloupe                      | 1                 | 3                 | 1                 | C         | en augmentation                      | B         | en stagnation                        | B         | en augmentation                      | A         | en stagnation                        | B         |           |
| Guatemala                       | 3                 | 1                 | 1                 | C         | en augmentation                      | B         | en augmentation                      | A         | en stagnation                        | A         | en stagnation                        | A         |           |
| Guyana                          | 1                 | 4                 | —                 | B         | en stagnation                        | B         | en stagnation                        | B         | en augmentation                      | A         | en diminution                        | B         |           |
| Guyane                          | 1                 | 4                 | —                 | B         | en stagnation                        | B         | en stagnation                        | B         | en augmentation                      | A         | en diminution                        | B         |           |
| Haïti                           | 3                 | 2                 | —                 | A         | en diminution                        | B         | en augmentation                      | A         | en diminution                        | B         | en augmentation                      | A         |           |
| Honduras                        | 5                 | —                 | —                 | A         | Médaille de bronze, Amérique du Nord | A         | en stagnation                        | A         | en stagnation                        | A         | en stagnation                        | A         |           |
| Îles Turques-et-Caïques         | —                 | —                 | 5                 | C         | en stagnation                        | C         | en stagnation                        | C         | en stagnation                        | C         | en stagnation                        | C         |           |
| Îles Vierges britanniques       | —                 | —                 | 5                 | C         | en stagnation                        | C         | en stagnation                        | C         | en stagnation                        | C         | en stagnation                        | C         |           |
| Îles Vierges des États-Unis     | —                 | —                 | 5                 | C         | en stagnation                        | C         | en stagnation                        | C         | en stagnation                        | C         | en stagnation                        | C         |           |
| Jamaïque                        | 4                 | 1                 | —                 | B         | en augmentation                      | A         | en stagnation                        | A         | Médaille de bronze, Amérique du Nord | A         | en stagnation                        | A         |           |
| Martinique                      | 5                 | —                 | —                 | A         | en stagnation                        | A         | en stagnation                        | A         | en stagnation                        | A         | en stagnation                        | A         |           |
| Mexique                         | 5                 | —                 | —                 | A         | Médaille d'argent, Amérique du Nord  | A         | Médaille de bronze, Amérique du Nord | A         | Médaille d'argent, Amérique du Nord  | A         | Médaille d'or, Amérique du Nord      | A         |           |
| Montserrat                      | —                 | 4                 | 1                 | B         | en stagnation                        | B         | en stagnation                        | B         | en stagnation                        | B         | en diminution                        | C         |           |
| Nicaragua                       | 1                 | 3                 | —                 | B         | en stagnation                        | B         | [ a ]                                | B         | en augmentation                      | A         | en stagnation                        | A         |           |
| Panama                          | 5                 | —                 | —                 | A         | en stagnation                        | A         | 4e                                   | A         | 4e                                   | A         | Médaille d'argent, Amérique du Nord  | A         |           |
| Porto Rico                      | —                 | 3                 | 2                 | C         | en stagnation                        | C         | en augmentation                      | B         | en stagnation                        | B         | en stagnation                        | B         |           |
| République dominicaine          | 1                 | 4                 | —                 | B         | en stagnation                        | B         | en stagnation                        | B         | en stagnation                        | B         | en augmentation                      | A         |           |
| Saint-Christophe-et-Niévès      | —                 | 3                 | 2                 | B         | en diminution                        | C         | en augmentation                      | B         | en diminution                        | C         | en augmentation                      | B         |           |
| Saint-Martin                    | —                 | 1                 | 4                 | C         | en stagnation                        | C         | en stagnation                        | C         | en augmentation                      | B         | en diminution                        | C         |           |
| Sainte-Lucie                    | —                 | 4                 | 1                 | B         | en diminution                        | C         | en augmentation                      | B         | en stagnation                        | B         | en stagnation                        | B         |           |
| Saint-Vincent-et-les-Grenadines | —                 | 5                 | —                 | B         | en stagnation                        | B         | en stagnation                        | B         | en stagnation                        | B         | en stagnation                        | B         |           |
| Salvador                        | 3                 | 2                 | —                 | B         | en augmentation                      | A         | en stagnation                        | A         | en diminution                        | B         | en augmentation                      | A         |           |
| Sint Maarten                    | —                 | 3                 | 2                 | C         | en stagnation                        | C         | en augmentation                      | B         | en stagnation                        | B         | en stagnation                        | B         |           |
| Suriname                        | 4                 | 1                 | —                 | B         | en augmentation                      | A         | en stagnation                        | A         | en stagnation                        | A         | en stagnation                        | A         |           |
| Trinité-et-Tobago               | 4                 | 1                 | —                 | A         | en diminution                        | B         | [ a ]                                | A         | en stagnation                        | A         | en stagnation                        | A         |           |